# Zelotes muizenbergensis
Zelotes muizenbergensis FitzPatrick, 2007 è un ragno appartenente alla famiglia Gnaphosidae.

## Etimologia
Il nome della specie deriva dalla località sudafricana di rinvenimento degli esemplari: Muizenberg e dal suffisso latino -ensis che ne indica l'appartenenza.

## Caratteristiche
Questa specie appartiene all'humilis group, le cui peculiarità sono: l'embolus del maschio è breve, si origina distalmente ed ha anche una curvatura ventrale come nel laetus group; ne differisce per la forma e l'orientamento dell'apofisi mediana che è più ampia in questo gruppo ed è orientato in posizione centrale.
L'olotipo maschile rinvenuto ha lunghezza totale è di 5,25mm; la lunghezza del cefalotorace è di 2,50mm; e la larghezza è di 1,83mm.

## Distribuzione
La specie è stata reperita nel Sudafrica meridionale: l'olotipo maschile è stato rinvenuto presso Muizenberg, appartenente alla provincia del Capo Occidentale.

## Tassonomia
Al 2016 non sono note sottospecie e dal 2007 non sono stati esaminati nuovi esemplari.